# 5D/Brorsen
5D/Brorsen (denumită și Cometa lui Brorsen sau Cometa Brorsen) este o cometă periodică descoperită la 26 februarie 1846 de astronomul danez Theodor Brorsen.

## Descoperirea cometei
Periheliul cometei 5D/Brorsen era la 25 februarie, chiar în ajunul descoperirii sale, și continua să se apropie de Pământ, trecând cel mai aproape de Pământ la 27 martie (la o distanță de 0,52 ua). Datorită trecerii prin apropierea Pământului, diametrul aparent al cozii cometei a crescut. Johann Friedrich Julius Schmidt (1825–1884) a estimat-o cuprinsă între 3 și 4 minute de arc la 9 martie, și de 8 până la 10 minute de arc la 22 din aceeași lună. Văzută pentru ultima dată la 22 aprilie, ea se situa la vreo 20 de grade de Polul nord ceresc. La sfârșitul primului său pasaj, perioada orbitală  a fost estimată la 5,5 ani. S-a descoperit că un pasaj în apropierea planetei Jupiter în 1842 o plasase pe orbita pe care a fost descoperită.

## Evoluția cometei
O perioadă de 5,5 ani semnifica faptul că trecerile alternau între bune și mediocre. Cum se prevăzuse, cometa nu a fost observată în timpul pasajului din 1851, când nu a trecut la mai puțin de 1,5 ua de Pământ.
Orbita cometei era totuși relativ imprecisă, agravată de faptul că se apropiase de Jupiter în 1854. Karl Christian Bruhns a găsit o cometă la 18 mars 1857. Rapid, o nouă orbită a fost calculată și s-a adeverit că era vorba de 5D/Brorsen, deși previziunile fuseseră decalate cu trei luni. Cometa a fost urmărită până în iunie 1857.
Cometa a fost pierdută în 1862, iar redescoperirea următoare a avut loc în 1868. Un pasaj în apropierea lui Jupiter i-a scurtat suficient perioada orbitală pentru a o face vizibilă în 1873. O trecere foarte favorabilă a urmat în 1879, permițând observarea cometei pe cea mai mare durată de până atunci: patru luni. Cometa a fost pierdută în 1884 din cauza condițiilor de observație neprielnice, dar a fost pierdută și în 1890 în timpul unui pasaj favorabil. Pasajul favorabil următor a avut loc în 1901, dar cercetările nu au permis găsirea cometei.

## Cometă pierdută
Cercetările serioase următoare au fost întreprinse de Brian Marsden, care s-a gândit că obiectul se dezintegrase, dar a calculat totuși o orbită care a condus la o dată de apariție foarte favorabilă în 1973. Observatori japonezi au făcut cercetări intensive pentru a o regăsi, însă acestea au rămas nefructuoase.
Cometa este în prezent considerată pierdută.